# جيريمي سمبتر
جيريمي سمبتر (بالإنجليزية: Jeremy Sumpter)‏ هو عارض وممثل أمريكي، ولد في 5 فبراير 1989 بكارميل-بي-ثي-سي في الولايات المتحدة.

## أعمال

### أفلام
- (2003) بيتر بان[4][5]
- (2007) جريمة أمريكية

## وصلات خارجية
- جيريمي سمبتر على موقع IMDb (الإنجليزية)
- جيريمي سمبتر على موقع ألو سيني (الفرنسية)
- جيريمي سمبتر على موقع تيرنر كلاسيك موفيز (الإنجليزية)
- جيريمي سمبتر على موقع أول موفي (الإنجليزية)
- جيريمي سمبتر على موقع بوكس أوفيس موجو (الإنجليزية)
- جيريمي سمبتر على موقع قاعدة بيانات الأفلام السويدية (السويدية)
- جيريمي سمبتر على موقع إن إن دي بي (الإنجليزية)
- جيريمي سمبتر على موقع قاعدة بيانات الفيلم (الإنجليزية)
- جيريمي سمبتر على موقع كينوبويسك (الروسية)
- جيريمي سمبتر على موقع كينوبويسك (الروسية)